# Agounia
Agounia fait partie de la mythologie slave. C'est le dieu du feu terrestre, cadet des Svarojitch (les fils de Svarog). Il était considéré comme l'intermédiaire entre le monde des hommes et le monde des dieux, il symbolisait la force protectrice et purificatrice. À la différence de Dajbog et de Péroun qui restent cachés des hommes en hiver, Agounia reste sur terre toute l'année, dans le foyer et dans le feu des sacrifices.